# Odznaka honorowa „Za zasługi dla statystyki RP”
Odznaka Honorowa za Zasługi dla Statystyki Rzeczypospolitej Polskiej – polskie odznaczenie resortowe ustanowione 29 lipca 2003 i nadawane przez Prezesa Głównego Urzędu Statystycznego, jako zaszczytne honorowe wyróżnienie przyznawane osobom fizycznym, także cudzoziemcom, jednostkom organizacyjnym, instytucjom i organizacjom, za szczególne osiągnięcia w dziedzinie statystyki. Odznaka jest jednostopniowa i może być nadana tylko raz.

## Odznaka (2003)
Odznaka honorowa „Za zasługi dla statystyki RP” – wykonana z tombaku koloru srebrnego i oksydowana, składa się z dwóch części połączonych ogniwem metalowym. Górna część odznaki (przywieszka) przedstawia stylizowany laur, gładki na odwrocie. Dolna część odznaki przedstawia dwa kwadraty nałożone na siebie tworząc kontur w kształcie ośmiopromiennej gwiazdy, z wkomponowanym w pierwszym kwadracie krążkiem z literami „GUS” na awersie, a na rewersie odznaki w czterech wierszach jest umieszczony napis „ZA ZASŁUGI DLA STATYSTYKI RP”, przy czym wiersze te są wypełnione stylizowanym laurem. Gwiazda ma wymiary 26 × 26 mm, a przywieszka 26 × 11 mm. Na odwrotnej stronie przywieszki jest umocowane zapięcie. Odznakę noszono na prawej piersi.

## Odznaka (2018)
Odznaka Honorowa za Zasługi dla Statystyki Rzeczypospolitej Polskiej – medal w kształcie dwóch nałożonych na siebie pionowo kół w górnej części zakończonych figurą o kształcie prostokąta o zaokrąglonych brzegach, o wysokości 45 mm i szerokości 39 mm, wykonany z metalu w kolorze złotym i oksydowany. Awers przedstawia zbiory i wykresy w formie przestrzennych, przenikających się wzajemnie kół o różnych proporcjach i fakturach oraz napis GUS, które tworzą logo Głównego Urzędu Statystycznego. Rewers przedstawia umieszczone w centralnym punkcie inicjały z wypukłych liter „RP”. Po obrysie koła umieszczony jest napis majuskułowy wypukły: „ZA ZASŁUGI DLA STATYSTYKI RZECZYPOSPOLITEJ POLSKIEJ”. Na stronie odwrotnej Odznaki, u góry, umieszczone jest zapięcie agrafkowe. Odznakę nosi się na lewej piersi.